# Кунгур
Кунгу́р — город краевого значения в Пермском крае, административный центр Кунгурского административного района (в состав которого не входит) и Кунгурского муниципального округа.
Город на нынешнем месте был заложен в 1663 году, с 1970 года включён в список исторических городов России. Получил широкую известность благодаря уникальной природной ледяной пещере. Жителей города называют кунгуряками (ранее использовалось название «кунгурцы»).

## Происхождение названия
Название городу дала река Кунгур, впадающая в Ирень в месте постройки первого острога. Гидроним мог возникнуть под влиянием значительного развития в окрестностях города карстовых явлений. В этом случае название может быть связано с тюркским ункур или унгур (пещера, теснина, щель в скалах).

## География
Город расположен в Предуралье, на юго-востоке Пермского края при впадении рек Ирень и Шаква в Сылву, в 90 км к юго-востоку от Перми. Площадь территории — 68,7 км².

## История
Впервые о заложении Кунгура упомянуто в 1623 году, но В. Н. Шишонко в своей «Пермской летописи» полагает, что «означенному заявлению не следует придавать значения», ибо оно основано не на документах, а «на одной лишь записи частного лица». Основан же город в 1648 году на «порожней земле, купленной русскими людьми у Иренских татар» чердынскими и соликамскими воеводами: думным дворянином Прокофием Елизаровым, стольниками — князем Петром Прозоровским и Семеоном Кондыревым. Место для основания было выбрано в 2 вёрстах от впадения речки Кунгурки в Ирень, где расположено село Старый Посад (теперь — село Троицк), что в 17 вёрстах к югу от нынешнего Кунгура. Отстроен город к 1649 году переселенцами из Чердыни и Соликамска, к которым позже присоединились выходцы из Вятки, Кайгорода, Сольвычегодска и Устюга. Для заселения Кунгура отряд соликамского воеводы Прокопия Елизарова провёл в 1647—1648 годах сыск беглых крестьян во владениях вотчинников и монастырей Соликамского уезда. В результате 385 семей беглых крестьян, бобылей и посадских (1222 души мужского пола) в 1648 году вывезли на реку Ирень, предоставив каждой из них земельный участок и освобождение от уплаты тягла на 3 года.
В 1662 году вспыхнуло восстание башкир, недовольных обманом со стороны русских, покупавших землю, и злоупотреблениями должностных лиц при сборе ясака. Кунгур, который к этому времени насчитывал по разным оценкам от 58 до 96 дворов, был взят и разорён башкирами на Ильин день. «После этого погрома» в живых остались лишь те, кто успел схорониться в окрестных лесах и пещерах по берегам Ирени и Сылвы.
Уцелевшие жители в челобитной царю Алексею Михайловичу просили в тот же год разрешить им построить новую крепость, поскольку «…от башкир селиться не смеют, потому что у них острогу и ружья́ на Кунгуре нет». В ответ пришла грамота, велевшая «…на Кунгуре, отыскав место, где крепь, и в крепи устроить острожек». В 1663 году Кунгур был заложен повторно, но уже на новом месте, где до него находилось село Мыс или Мысовское. С юга и юго-запада возле холма, где устроили город, протекала Ирень, с севера — Сылва. Высокий и крутой подъём представлял естественную защиту при нападении. С 1673 по 1675 год Кунгур обнесли деревянным кремлём взамен прежнего острога, в который встроили 8 башен, две из которых — Спасская и Тихвинская — оборудовались воротами и были проезжими. Высота стен кремля в некоторых местах достигала трёх саженей (около 6,5 м).
В 1703 году Семён Ремезов, известный сибирский картограф, составил чертежи Кунгура и окружавшего город уезда. В том же году Кунгур подвергся осаде приписных крестьян, недовольных приехавшим в город верхотурским воеводой. Осада продолжалась неделю — с 17 по 23 июля. В следующем, 1704 году, в Кунгуре закончили постройку и освятили первый в селе каменный храм — Благовещенский. На возведение храма с каждого горожанина было собрано по 25 копеек; в конце 1930-х годов он был взорван и разобран для строительства Дворца обороны. Последний так и не был построен.
В 1720 году в городе выделаны первые 140 кож, а в 1724 году открыт кожевенный завод, занявшийся производством юфти. Первоначально кожевенные предприятия располагались в верхней части Кунгура, и лишь в начале XIX века их перенесли в нижний город, поскольку замочка кож и их мойка портили воду в Сылве, делая её непригодной для питья. Кроме того, над Кунгуром стоял «…всюду запах кож, видимое дело, что город этим живёт». В том же 1720 году В. Н. Татищевым в Кунгуре была открыта Горная канцелярия, в 1725 году переименованная в Кунгурский бергамт, а в 1721 году — первая горнозаводская школа. Кунгур стал центром горнозаводского округа, а в 1737 году в город перевели провинциальное управление из Соликамска.
В 1770 году Кунгур посетил во время своей экспедиции известный путешественник доктор И. Н. Лепёхин, отмечавший, что городской кремль «нарочито обветшал», а сам город — весь деревянный, за исключением шести церквей и «изрядно построенной» каменной ратуши.
В начале 1774 года к Кунгуру подступили татарские, башкирские и мятежные казачьи отряды Пугачёва под началом Салавата Юлаева и Ивана Кузнецова общей численностью около 11 тыс. человек. Кунгурский воевода ещё 27 декабря 1773 (7 января 1774) года бежал со всеми чиновниками в Верхнечусовские Городки к Строгановым, за что впоследствии был лишён чинов и выслан в Вятку. Организацией обороны занялись бургомистр Филипп Кротов и президент магистрата Иван Хлебников, поголовно вооружившие горожан и обратившиеся за помощью в окрестные города. В военном отношении оборону города возглавил секунд-майор Александр Папов, оказавшийся в Кунгуре по делам рекрутского набора. Он вернул с марша капитана Рылеева с 376 новобранцами и 12 старыми солдатами. В город также прибыли: 50 казаков с Юговских заводов с артиллерией и 100 казаков с 2 пушками из Екатеринбурга — под командою подпоручика Посохова. Секунд-майор Папов отбил четыре штурма: 4, 5, 9 и 23 января, — предпринятых с различных направлений, за что был впоследствии пожалован Императрицей чином подполковника. Перед последним штурмом в город из Казани пришёл секунд-майор Д. О. Гагрин с 200 солдатами, и из Екатеринбурга — Никонов с 170 солдатами. Мятежники бежали. После пугачёвских событий, в 1775 году, Ф. Кротов и купец Емельян Хлебников получили шпаги, а Кунгуру простили недоимок 5069 рублей 95 копеек.
В 1708 году город Кунгур был включён в состав учреждённой Сибирской губернии.
В 1786 году Кунгур из центра Пермской провинции был преобразован в уездный город Пермского наместничества, а после переименования провинции в 1797 году — в центр Кунгурского уезда Пермской губернии. В 1783 году до города дошло благоустройство Сибирского тракта, по которому в 1790 году по дороге в ссылку в Кунгур приехал А. Н. Радищев. С 28 ноября по 4 декабря он останавливался в доме воеводы. О Кунгуре Радищев писал:

Город старинный, худо построен. Бывший провинциальный… На горе старинная крепость, то есть забор с башнями, в коих ворота. На площади перед забором стоит 20 пушек чугунных на лафетах, из коих три годных… Место красивое, вокруг — поля…
В 1837 году в Кунгуре побывал В. А. Жуковский, сопровождавший будущего императора Александра II в его ознакомительной поездке по России. В 1840 году в Кунгуре была открыта первая в городе публичная библиотека, составленная из книг К. Т. Хлебникова, исследователя Камчатки и Русской Америки, подаренных городу. В том же году купец Алексей Губкин основал в Кунгуре чайную торговлю, которая стараниями его и других кунгурских предпринимателей вскоре превратила город в крупный центр оптовой торговли чаем.
Посетивший Кунгур в 1875 году В. И. Немирович-Данченко отмечал:

Кунгур играет громадную роль в торговле этого края. Едва ли это не самый богатый город. Одного перечисления фирм его довольно, чтобы получить некоторое понятие о значении Кунгура в Пермской губернии. <…> Кунгур — по преимуществу купеческий город. Все тут живут тем, что даст купец. Он даёт тон городу, он первый и в городской, и в земской управе. В клубе чиновники перед ним млеют, в соборе батюшка о его благотворениях произносит краткие слова. Мещане смотрят ему в глаза и ещё издали снимают шапки.
В июле 1877 года Алексей Губкин открыл в городе Кунгурское техническое училище, при котором находились механические мастерские, послужившие после событий 1917 года основой для создания Кунгурского машиностроительного завода. В 1887 году было устроено срочное пассажирское пароходство между Пермью и Кунгуром по рекам Каме, Чусовой и Сылве, а в 1909 году была открыта железнодорожная станция Кунгур на участке Пермь — Екатеринбург, который является составной частью Транссибирской магистрали. В том же 1909 году начали функционировать городской водопровод и краеведческий музей. Двумя годами раньше, в 1907 году, в Кунгуре появилась телефонная связь.
Перед Первой мировой войной, в 1913 году, в городе были устроены электрическое освещение и деревянный кинотеатр «Олимп», менявший в советское время имена: сначала на «Пролетарий», а затем на «Звёздочку». Впоследствии был снесён. В 1914 году Александр Хлебников открыл для осмотра Кунгурскую ледяную пещеру, где 13 июля того же года побывала Виктория фон Баттенберг, сестра императрицы Александры Фёдоровны, с дочерью Луизой.
28 октября (10 ноября) 1917 года в Кунгуре была установлена советская власть. 30 октября в городе прошли погромы «контрреволюционеров», а зимой 1918 года в Кунгур прибыл отряд ВЧК из Перми под руководством А. Л. Борчанинова. В ночь на 6 февраля произошли первые убийства: была расстреляна семья Агеевых «за участие в заговоре против Советской власти». В апреле и сентябре — октябре того же года произошло ещё несколько серийных казней горожан — «врагов Советской власти», причём с 27 июня 1918 года расстрелами в городе занималась уже местная, Кунгурская, Чрезвычайная Комиссия.

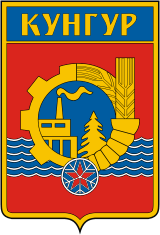
Герб (1972)

В боях с белогвардейцами под городом Кунгур отличилась 30-я стрелковая дивизия 3-й армии Восточного фронта РСФСР, которая в течение семи дней держала круговую оборону, сдерживая превосходящие войска генерала Гайды.
Занявшие Кунгур 21 декабря 1918 года части екатеринбургской группы войск Сибирской Армии под командованием генерал-майора Гайды, обнаружили в бараке, напротив загородной тюрьмы, ещё «38 никем не опознанных трупа». 1 июля 1919 года в ходе пермской операции город взяли части Красной армии. С белыми эвакуировалось значительное число горожан, принадлежавших к среднему классу.
В 1921 году в Кунгуре начали печатать городскую газету «Искра», выпуск которой продолжается и поныне. В 1928 году близ города построили скотобойню, на базе которой возник небольшой мясокомбинат, теперь разросшийся и носящий имя ООО Мясокомбинат «Кунгурский», а в начале 30-х гг. из предприятий Райзаготконторы и Сырпрома треста «Росглавмолоко» был создан Кунгурский гормолзавод, ныне называющийся ОАО Молкомбинат «Кунгурский». В 1931 году механические мастерские Кунгурского технического училища преобразовали в механическую школу-завод, которая с 1933 года начала выпуск экскаваторов различных модификаций. С 1943 года Кунгурский машиностроительный завод специализируется на выпуске бурового и нефтепромыслового оборудования. В 2020 году завод признан банкротом, имущество заложено и продано на торгах.
В мае 1941 года Кунгур получил статус города областного подчинения.
В годы Великой Отечественной войны город сражался с врагом, выпуская все необходимое для фронта и комплектуя призывниками войсковые части Красной Армии.
Так, с началом войны промышленные предприятия Кунгура перешли на выпуск военной продукции, которая производилась как местными заводами и фабриками, так и эвакуированными из Одессы, Краматорска и Туапсе. На фронтах войны за эти годы приняло участие в сражениях около 25 тысяч горожан.
Ещё в предвоенные годы (ноябрь 1939 года) со штабом в Перми была сформирована 112-я стрелковая дивизия Уральского военного округа (в июне 1941 года на его базе сформирована 22-я армия). Входивший в состав дивизии 416-й стрелковый полк размещался в Кунгуре, и был укомплектован в значительной части кунгуряками.
В память о сформированной в Кунгуре в 1943 году танковой бригаде Уральского добровольческого танкового корпуса на площади Победы установлен танк Т-34.
С 1970 года Кунгур включён в список исторических городов России.
С июля 2002 года в Кунгуре начали ежегодно проводить «Небесную Ярмарку» — фестиваль воздухоплавания, где можно увидеть множество аэростатов различной конструкции.

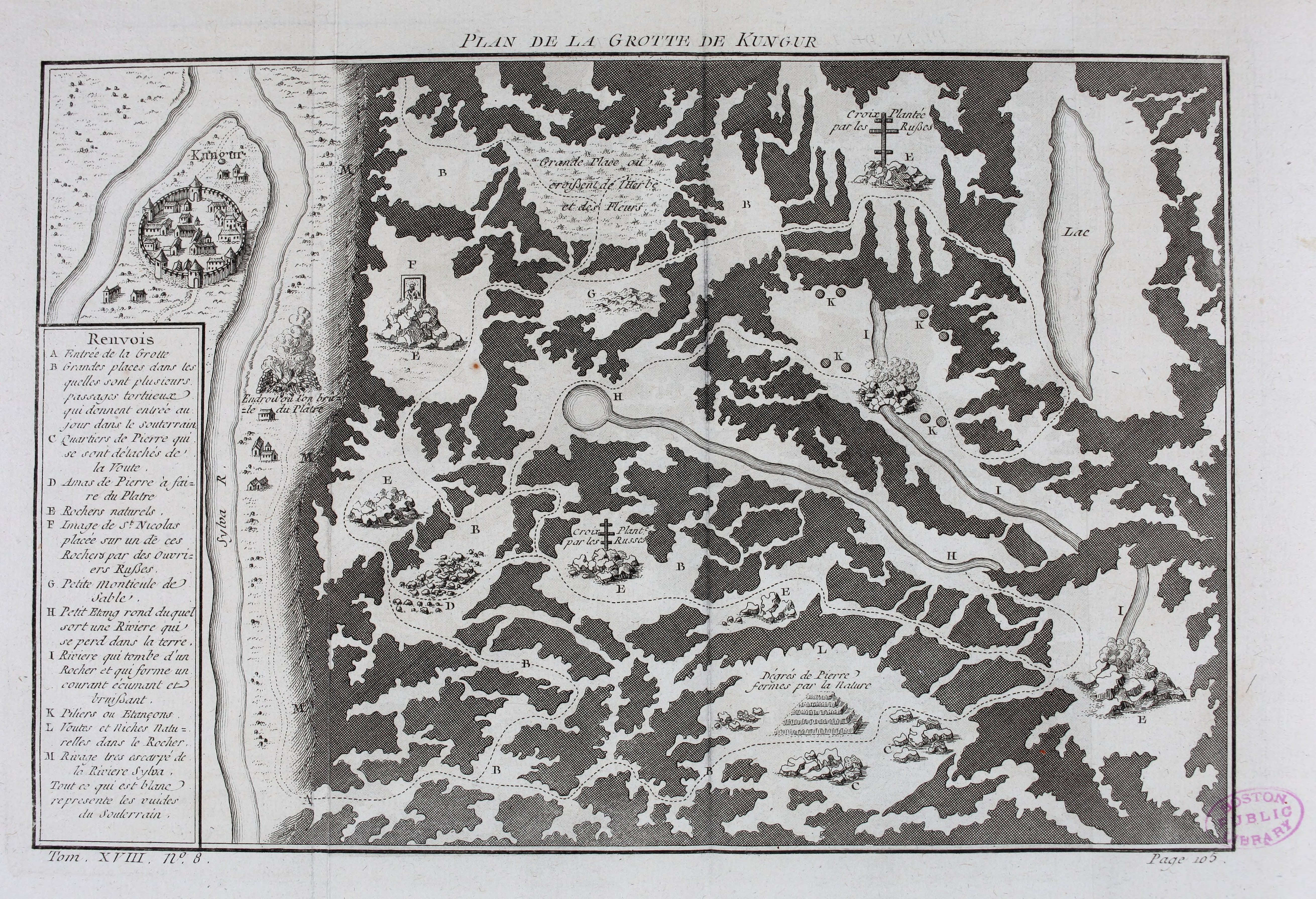
План Кунгурской пещеры, 1768
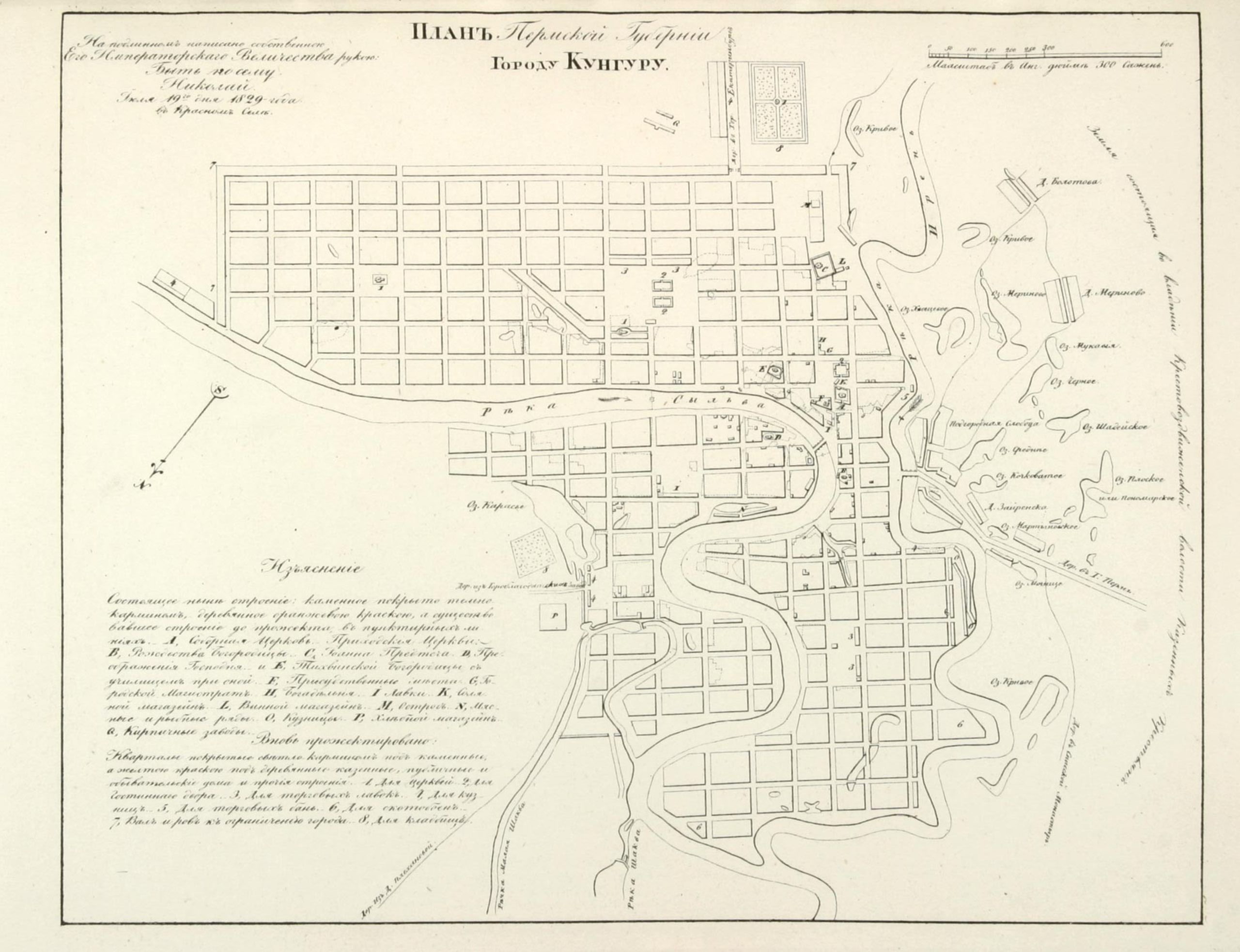
План города, 1829
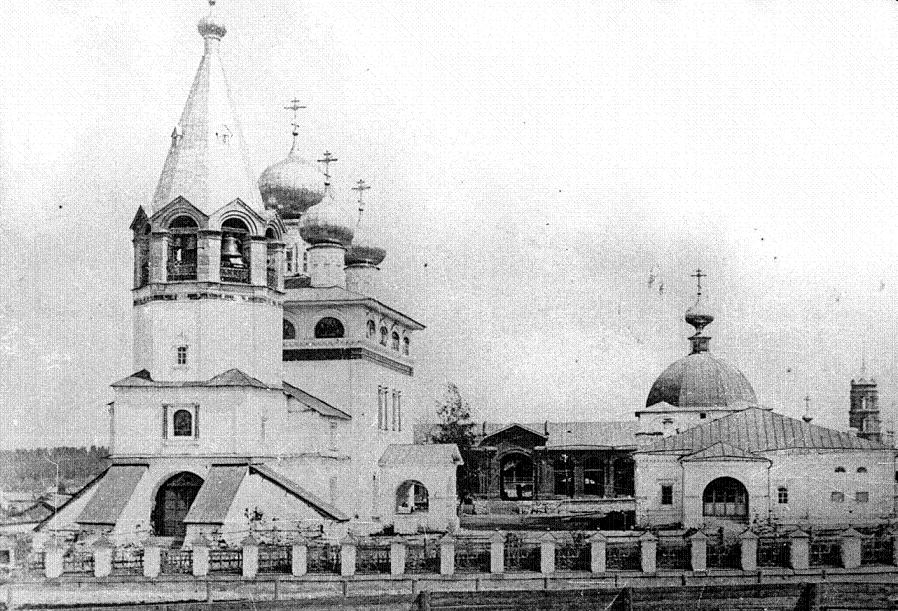
Благовещенский собор
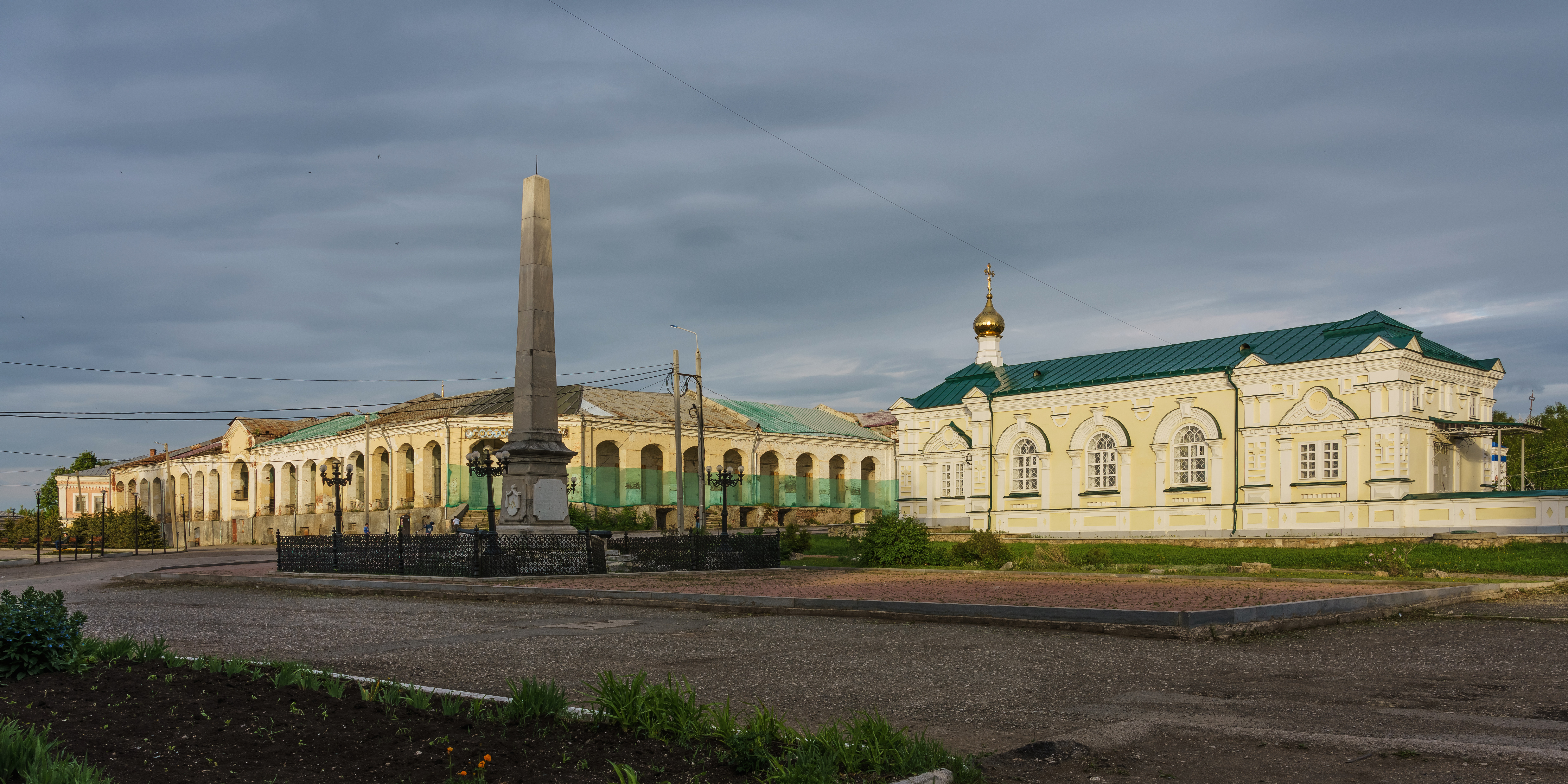
Обелиск в честь победы над Пугачёвым. Справа — Алексеевская церковь, на дальнем плане — Гостиный двор

### Исторические названия улиц
С приходом к власти большевиков, в Кунгуре была переименована большая часть дореволюционных названий улиц.
| Дореволюционные названия    | Современные (советские) названия |
| --------------------------- | -------------------------------- |
| Александровская улица       | Труда                            |
| Андреевская улица           | Коммуны                          |
| Хлебниковская улица         | Матросская                       |
| Песчаная улица              | Красноармейская                  |
| Сылвинская Набережная улица | Воровского                       |
| Благовещенская улица        | Пугачёва                         |
| Алексеевская улица          | Красная                          |
| Предтечинская улица         | Свободы                          |
| Новая улица                 | Пролетарская                     |
| Игнатьевская улица          | Кирсановой                       |
| Яковлевская улица           | Степана Разина                   |
| Киттарская улица            | Карла Маркса                     |
| Успенская улица             | Ленина                           |
| Антоновская улица           | Свердлова                        |
| Оршаульевская улица         | Гребнева                         |

## Природные ресурсы

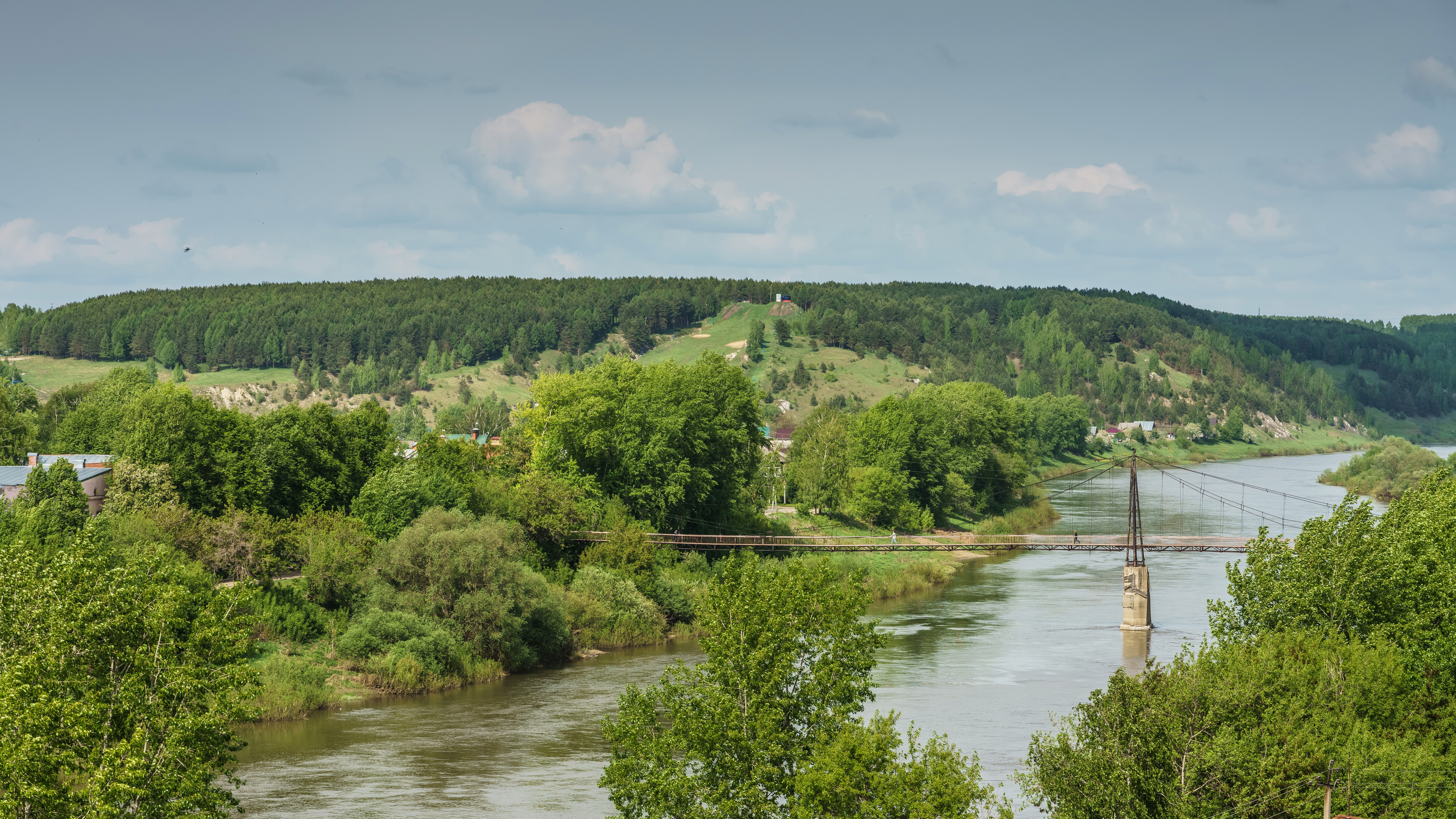
Вид на реку Сылва около Кунгура

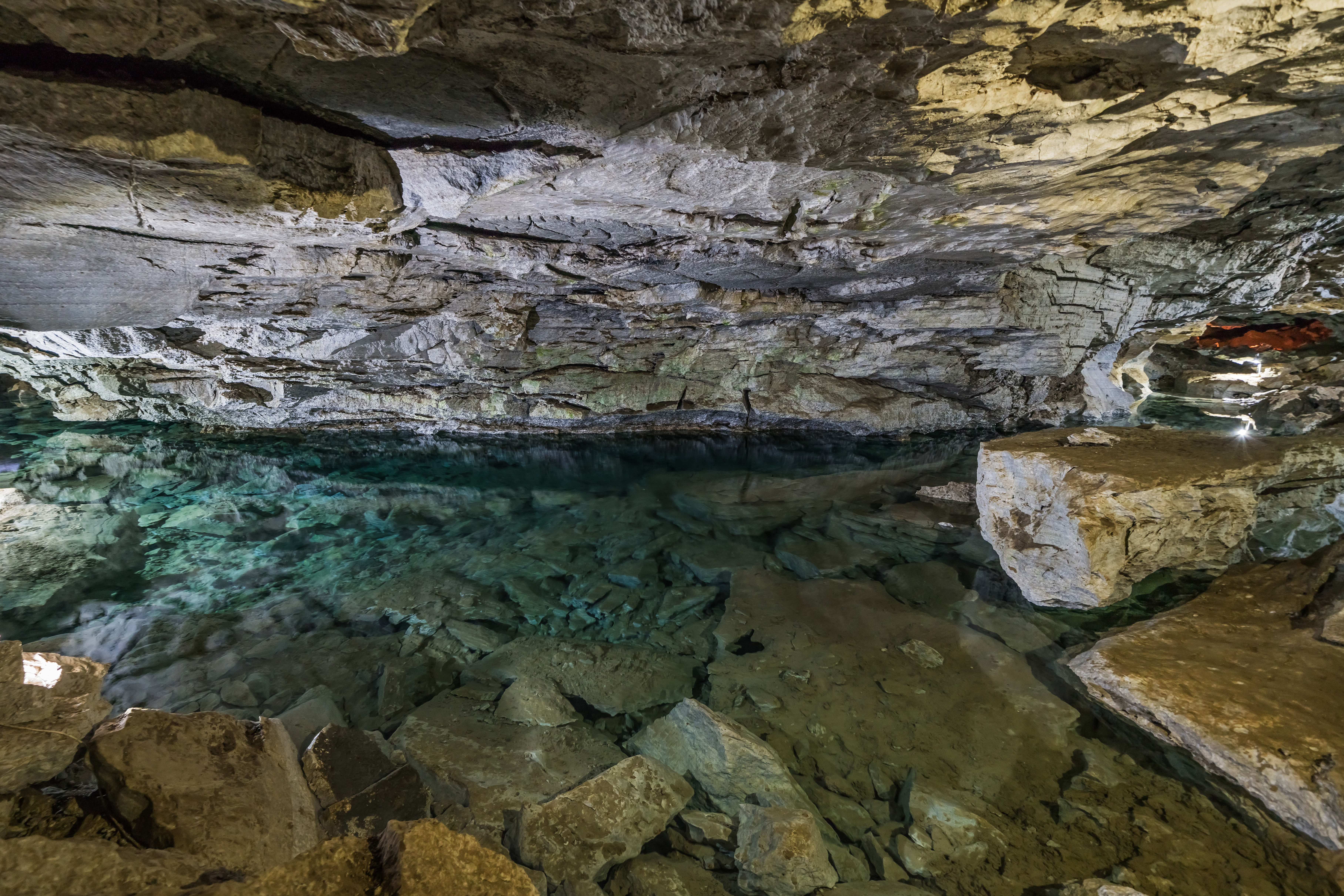
Подземное озеро в Кунгурской пещере

Город расположен на севере Кунгурской лесостепи, своеобразного природного комплекса, где причудливо соединились широколиственно-еловый лес и степная растительность. Богатство степными, лесными, луговыми видами растений дополняется широким представительством реликтов, эндемиков. Рельеф в пределах города пересечённый, подстилающие толщи сложены мягкими породами — известняками, ангидритами, гипсами, развиты карстовые явления. Всё это осложняет строительство в пределах города. На территории города расположен уникальный геологический памятник — Кунгурская ледяная пещера — одна из крупнейших карстовых пещер в Европейской части России (протяжённость 5600 м, 60 озёр).
Город расположен на берегах реки Сылвы и впадающих в неё рек Ирени и Шаквы. Воды этих рек отличаются высокой насыщенностью углекислыми солями кальция, магния (особенно реки Ирень), что ограничивает возможности их потребления в быту и хозяйстве. Многие предприятия для своих нужд используют подземные воды. Бурное таяние снегов часто приводит к наводнениям. В городе вода поднимается на 5-7 м.

## Население
| 1856    | 1897    | 1913    | 1926    | 1931    | 1934    | 1939    | 1959    | 1963    | 1967    | 1970    | 1973    |
| ------- | ------- | ------- | ------- | ------- | ------- | ------- | ------- | ------- | ------- | ------- | ------- |
| 9900    | ↗14 300 | ↗16 700 | ↗19 861 | ↗24 600 | ↗30 000 | ↗36 000 | ↗64 796 | ↗68 600 | ↗70 000 | ↗74 488 | ↗78 000 |
| 1976    | 1979    | 1982    | 1986    | 1987    | 1989    | 1992    | 1996    | 1998    | 2000    | 2001    | 2002    |
| ↗79 000 | ↗80 143 | ↗81 000 | ↗82 000 | ↗83 000 | ↘81 402 | ↘80 500 | ↘76 600 | ↘76 100 | ↘75 500 | ↘75 000 | ↘68 943 |
| 2003    | 2005    | 2006    | 2007    | 2008    | 2009    | 2010    | 2011    | 2012    | 2013    | 2014    | 2015    |
| ↘68 900 | ↘68 000 | ↘67 900 | →67 900 | ↗68 100 | ↗68 116 | ↘66 074 | ↗66 100 | ↗66 316 | ↗66 478 | ↗66 765 | ↘66 606 |
| 2016    | 2017    | 2018    | 2019    | 2020    | 2021    | 2023    |         |         |         |         |         |
| ↘66 311 | ↘66 157 | ↘65 690 | ↘65 284 | ↘64 898 | ↘62 673 | ↘62 173 |         |         |         |         |         |

На 1 января 2025 года по численности населения город находился на 262-м месте из 1124 городов Российской Федерации.
Численность населения города стабильна и в последние годы практически не растёт. Отток населения из города полностью компенсируется миграциями из сопредельных территорий и естественным приростом. Параметры половозрастной структуры соответствуют среднеобластному уровню. Доля трудоспособного населения — 57,6 %, старше трудоспособного — 17,3 %. Средний возраст — 33,9 года. Среднегодовая численносгь рабочих и служащих — 35,8 тыс. чел. Обеспеченность специалистами с высшим и средним специальным образованием в городе выше, чем в сельских районах.
Национальный состав
Преобладают русские (более 90 %), однако в городе проживают также башкиры, татары и другие народности. Уровень обеспеченности рабочей силой высокий. Город выделяется среди других городов области высокой долей населения с высшим и средним специальным образованием и одновременно значительным числом людей с начальным и не имеющих образования.

## Экономика

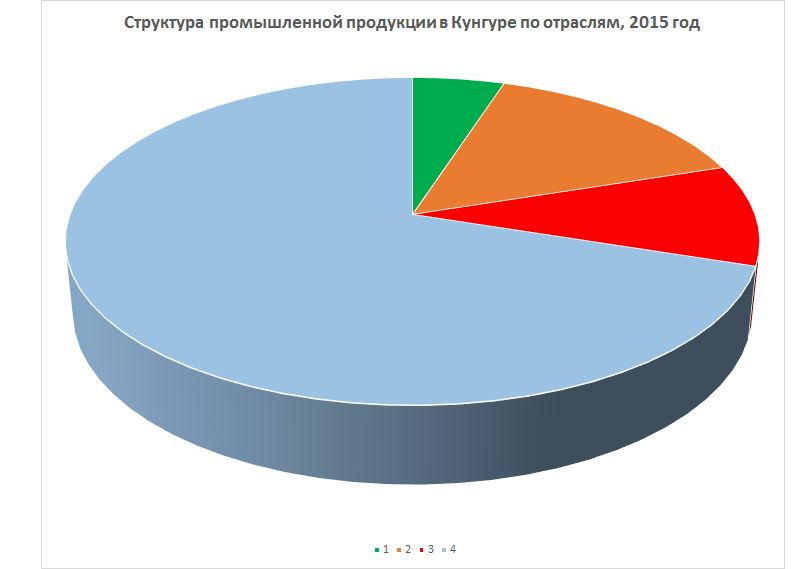
Структура промышленной продукции в Кунгуре, 2015 год. 1 — машиностроение, 3,5 %; 2 — производство стройматериалов, 14,8 %; 3 — прочее, 8,7 %; 4 — пищевая отрасль, 72,9 %.

Хозяйственную характеристику города Кунгура определяют следующие факторы:
- Развитие города Кунгура, как центра агропромышленного района.
- В Кунгуре нет градообразующих предприятий. Количество организаций в городе растёт за счёт субъектов малого предпринимательства, из них 70 % — индивидуальные предприниматели. Реализуется городская целевая программа поддержки предпринимателей.

Работают предприятия по переработке сельскохозяйственной продукции: Кунгурский молочный комбинат, мясокомбинат, мелькомбинат; варит пиво местный пивзавод.
Обработкой поделочного камня занимается завод художественных изделий. Товары народного потребления производят: фабрика музыкальных изделий АМИСТАР (выпуск гитар), лесомебельный комбинат, швейная фабрика и др. В городе работают строительные транспортные организации, ремонтно-механический завод, завод Металлист выпускает скобяные изделия, мебельную фурнитуру.
Город также является центром топливно-энергетического хозяйства юго-востока, нефтедобычи, производства и распределения энергии.
По объёму отгруженной продукции 72,9 % в 2015 году принадлежит пищевой отрасли. В состав пищевой отрасли входят ООО МПЗ «Телец», ОАО Молкомбинат «Кунгурский», ООО Мясокомбинат «Кунгурский». На этих предприятиях мясной промышленности выпускают ассортимент изделий из птицы, свинины и говядины. На мясокомбинате «Кунгурский» выпускается около 150 видов мясных и колбасных изделий. В сутки комбинат производит 150 тонн продукции, а за год — до 20 тыс. тонн. В 2015 году здесь работало около 920 человек. С 2013 года на комбинате стали выпускать мясные полуфабрикаты. Предприятие Мясоперабатывающий завод «Телец» было основано в 2000 году как колбасный цех. В 2006 году оно стало мясоперерабатывающим заводом. МПЗ «Телец» принадлежит тринадцать фирменных магазинов, он поставляет продукцию по Пермскому краю. Ассортимент продукции его продукции включает в себя более 300 видов колбасных изделий и полуфабрикатов. ОАО Молкомбинат «Кунгурский» занимается переработкой молока.
В городе развивается производство гипсовых изделий, используемых в строительстве. Отрасль представляет предприятие ООО «КНАУФ ГИПС КУНГУР».

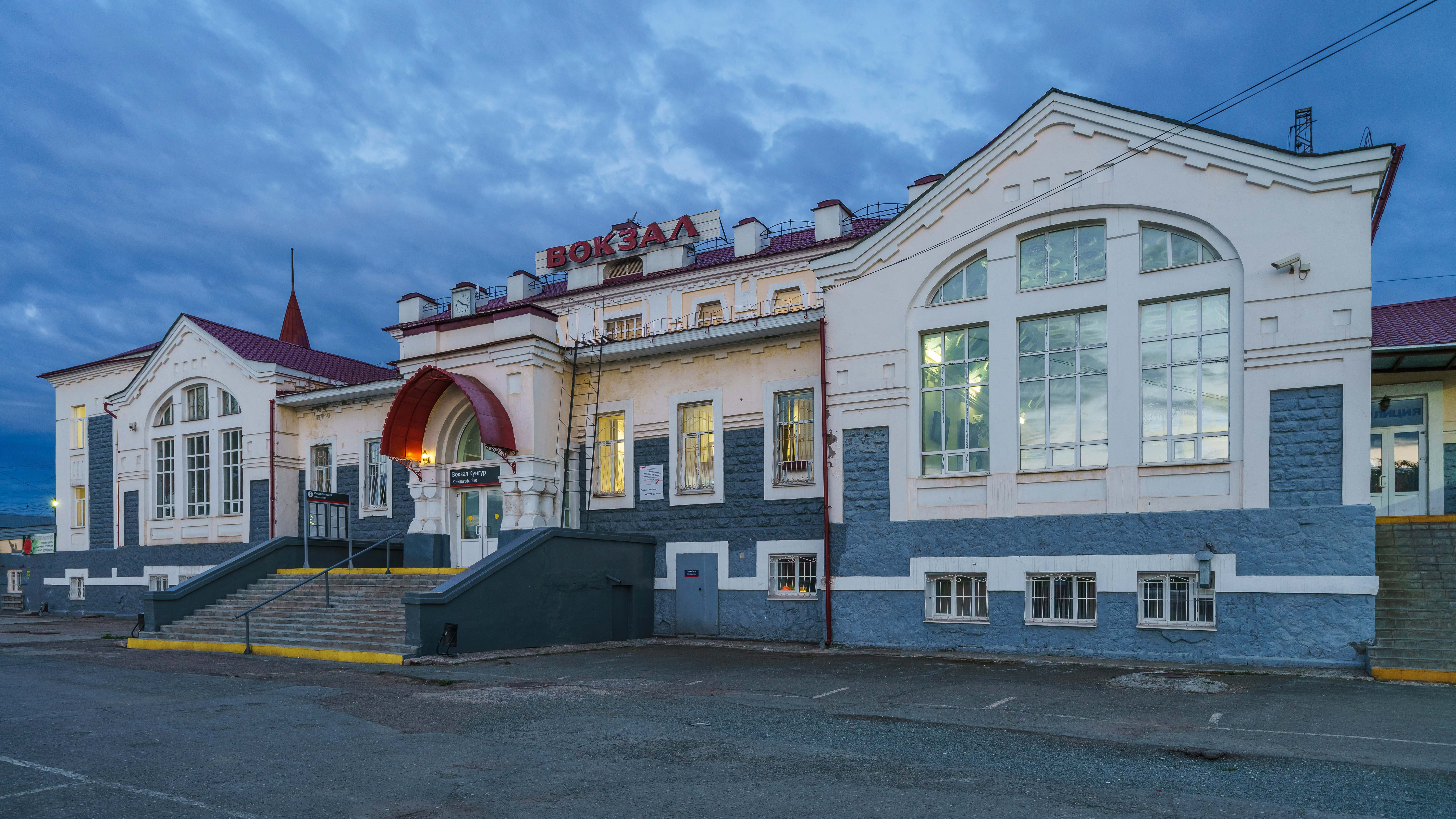
Вокзал, возведённый в стиле модерн по проекту инженера Клевезаль

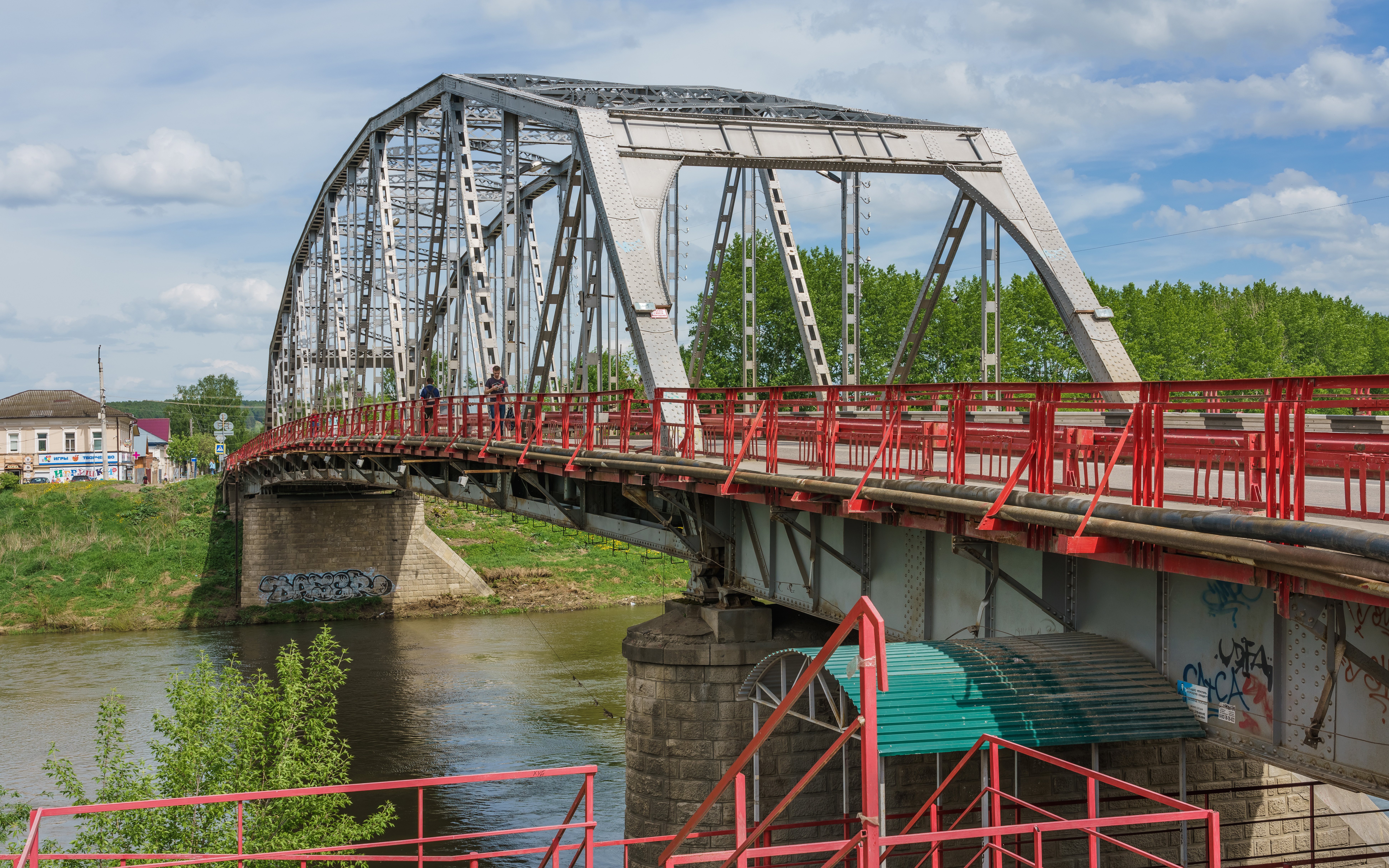
Автомобильно-пешеходный мост через Сылву в центре Кунгура

В городе закрылись предприятия, которые были основными налогоплательщиками в городской бюджет Кунгура — АО «Кунгур Обувь» и ОАО «Кунгурский машиностроительный завод». Кожевенно обувное производство, которому насчитывалось около 300 лет истории, прекратило существование.  ОАО «Кунгурский машиностроительный завод» занималось производством нефтепромыслового оборудования — буровых агрегатов грузоподъёмностью 125 тонн, мобильных буровых установок грузоподъёмностью 140—250 тонн. По состоянию на август 2019 года завод находился в процедуре банкротства, около половины оборудования было вывезено и продано на металлолом.
Кунгур имеет экономические связи с районами Пермского края, Урала, России и зарубежными странами.
По данным Пермьстата в 2015 году среднемесячная заработная плата по городу Кунгуру на одного работающего составила 27055,96 рублей. За 2015 год предприятиями основных промышленных отраслей города произведено продукции на 8,83 млрд рублей.

## Транспорт
Кунгур — крупный транспортный узел, через который проходят дороги федерального (Р242) и краевого (Р343) значения. В городе действует железнодорожная станция Транссибирской магистрали.
Исторически Кунгур был крупным узлом путей сообщения. Через город проходил известный Сибирский тракт. Гороблагодатский тракт связывал Кунгур с Осой и с Гороблагодатскими заводами, а Бирский тракт — с городами Бирск, Уфа.
С 2018 года запущен ежедневный поезд «Ласточка» от вокзала Пермь II до Кунгура.

## Религия

### Православие
Действующие православные храмы:
- Церковь Тихвинской иконы Божьей Матери
- Малая Алексеевская церковь
- Всехсвятская церковь
- Успенская церковь
- Свято-Никольский храм
- Спасо-Преображенская церковь

### Ислам
- Кунгурская мечеть (махалля)

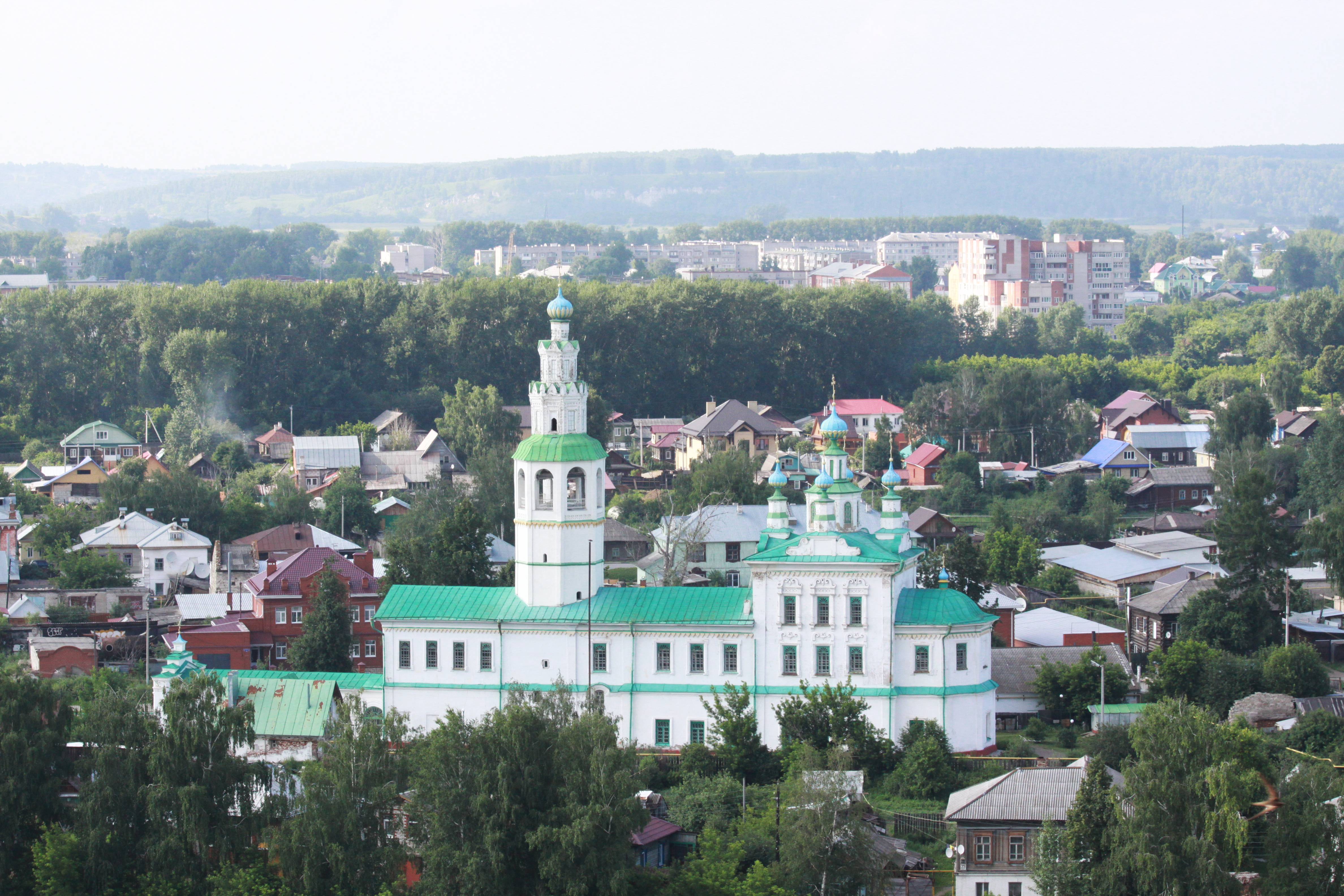
Преображенский храм
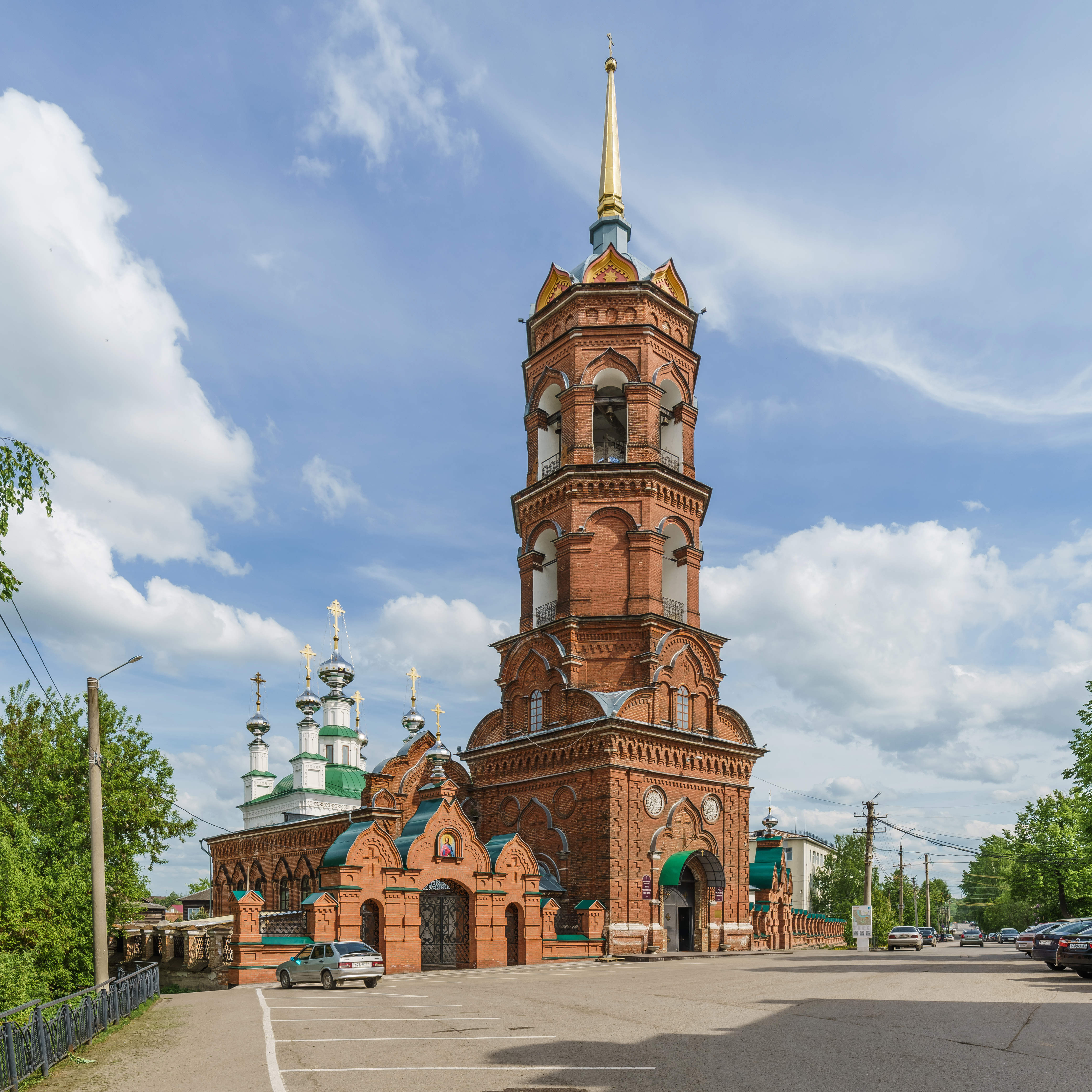
Тихвинская церковь
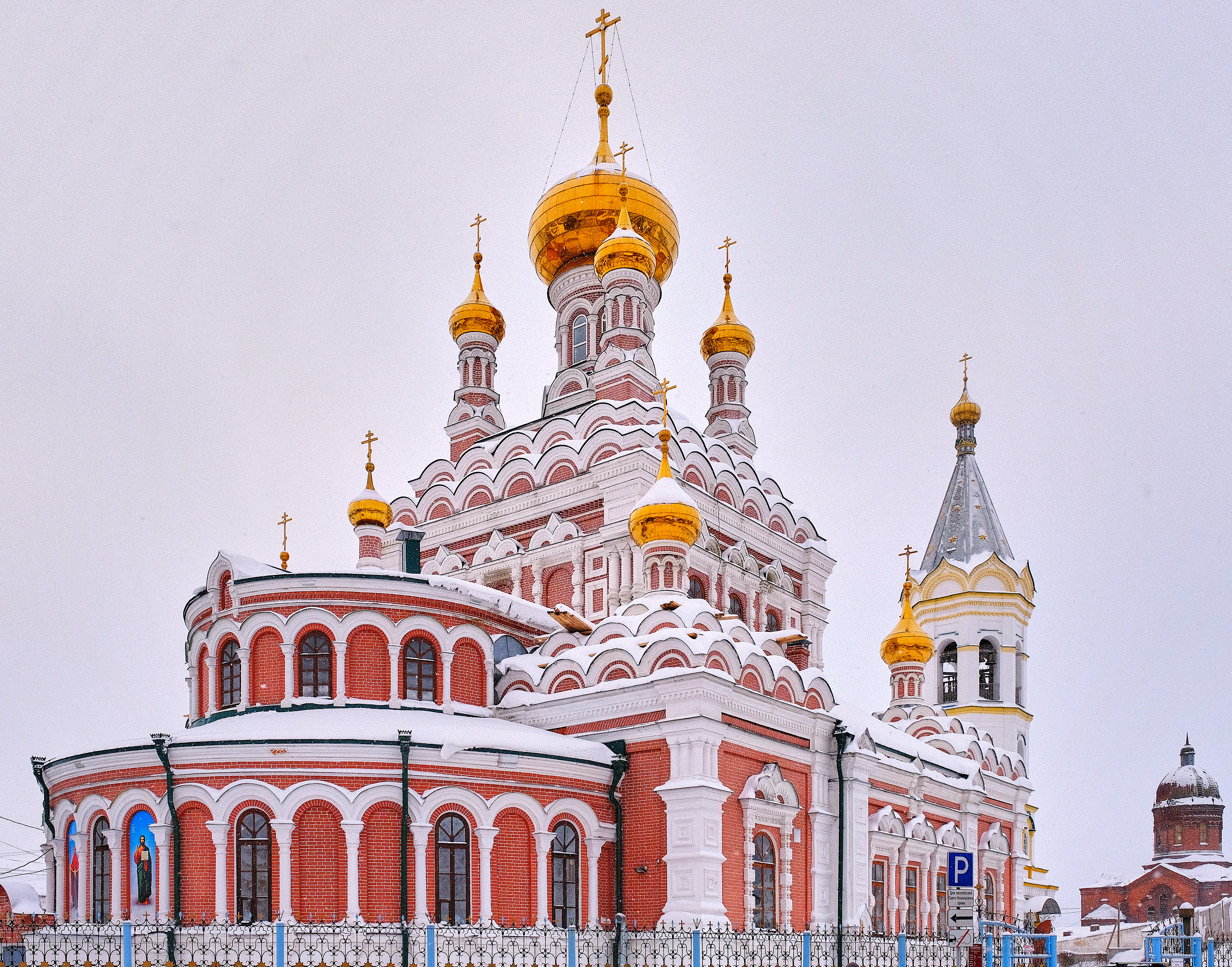
Никольский храм
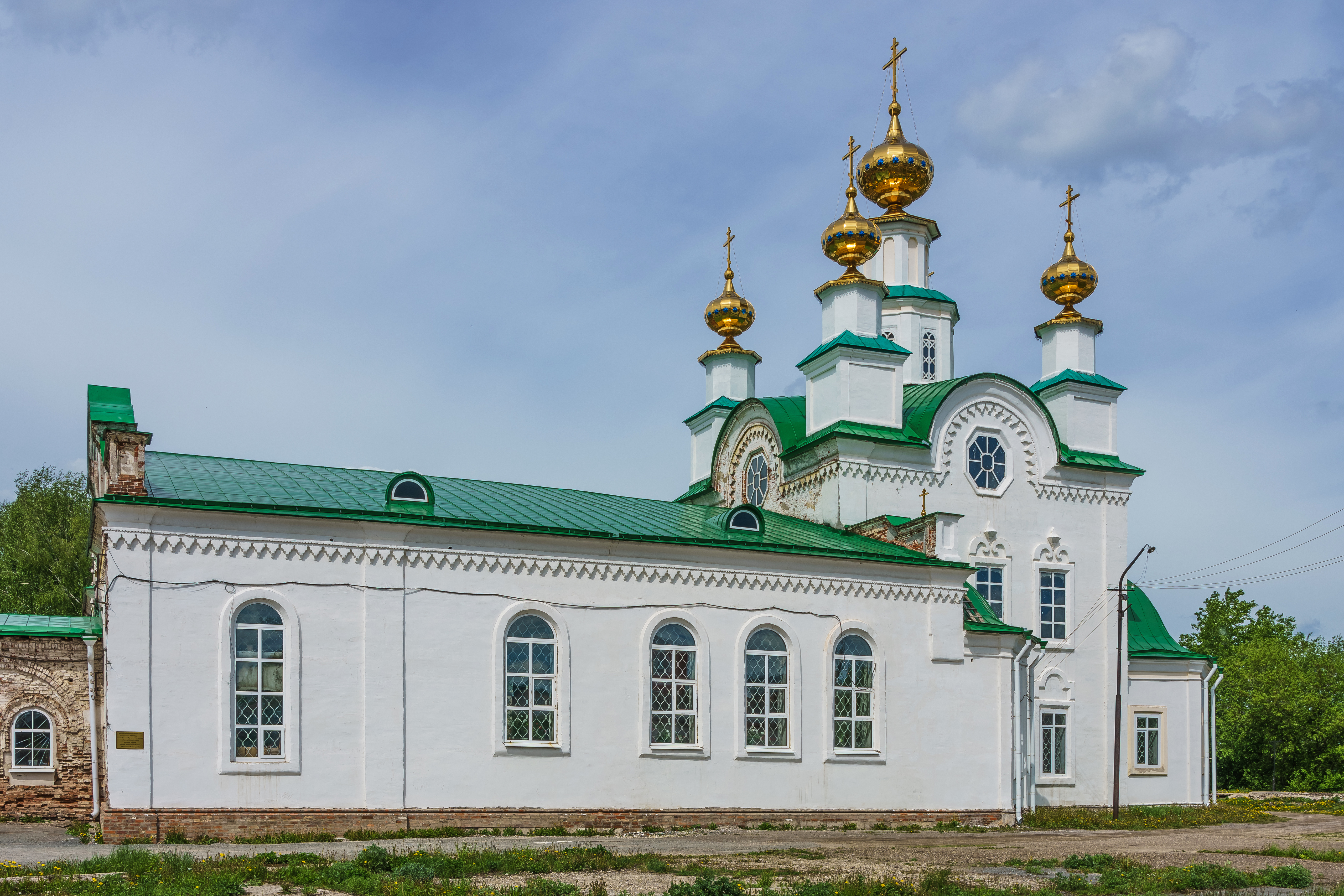
Успенский храм
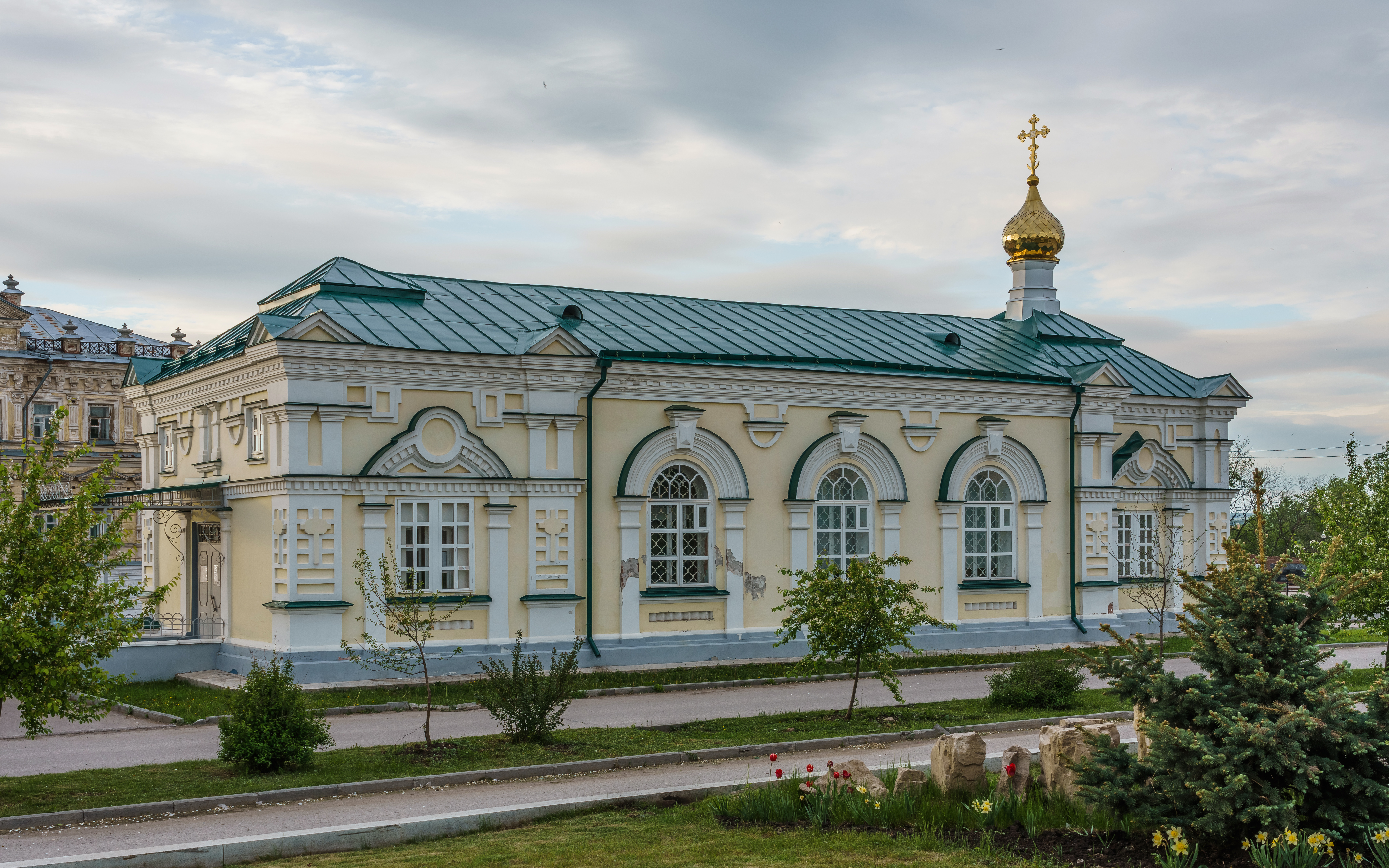
Часовня на центральной площади (Алексеевская церковь)
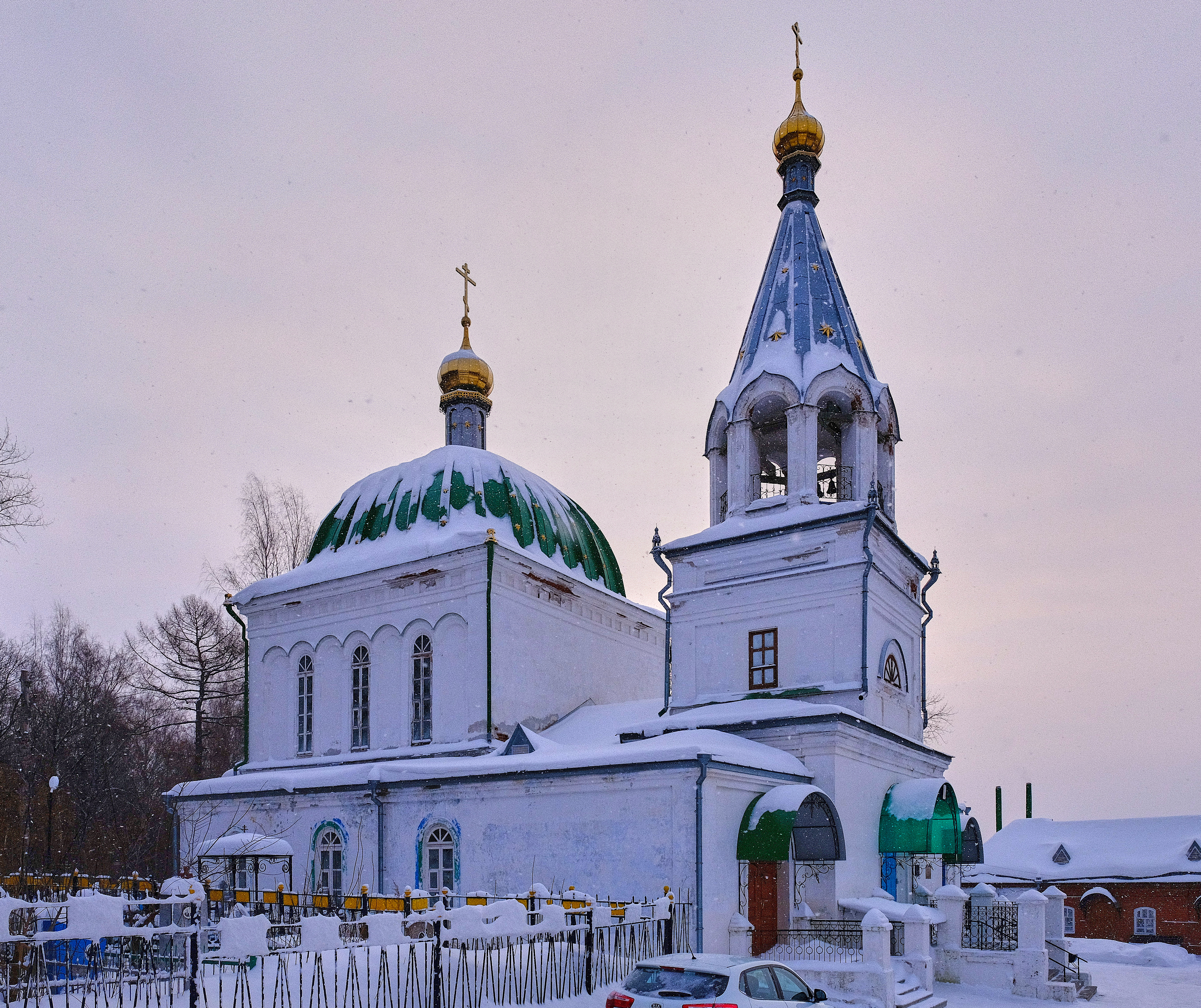
Всехсвятская церковь

## Достопримечательности
- Особняк Ковалева
- Городская управа
- Гостиный двор
- Дом Ануфриевой
- Дом Грибушина
- Малый Гостиный двор
- Особняк Софронова
- Особняк Хлебниковых
- Обелиск от войск Пугачёва
- Особняк Дубинина
- Особняк Щербакова
- Кунгурское техническое училище Губкина
- Кунгурское городское четырёхклассное училище
- Елизаветинская рукодельная школа
- Особняк Кузнецова
- «Пуп Земли»

## Музеи
- Краеведческий музей
- Музей истории купечества
- Художественный музей
- Музей семьи Грибушиных
- Музей камня в Кунгурском государственном художественно-промышленном колледже
- Музей карста и спелеологии

## Заповедники

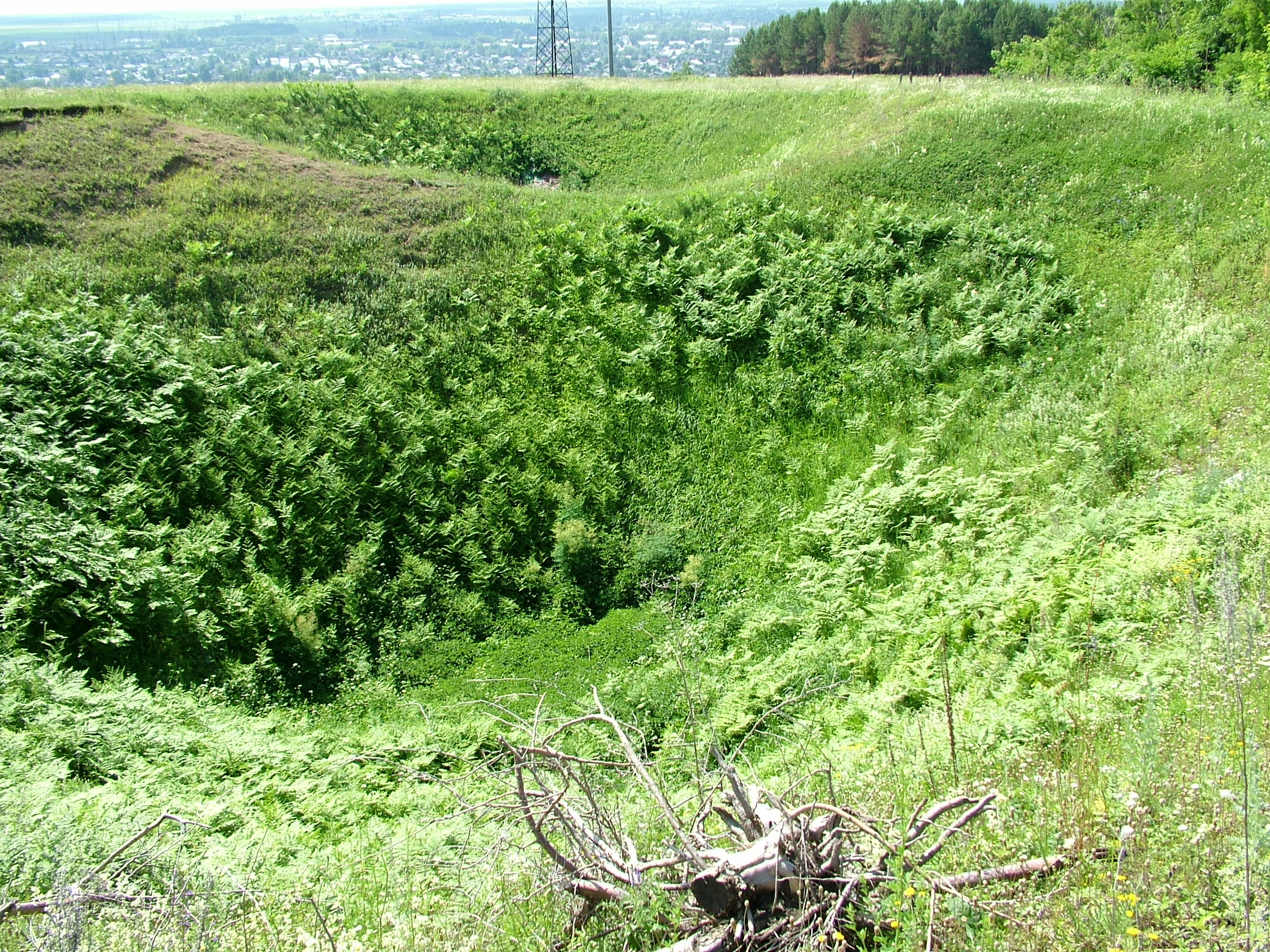
Провальные воронки на Ледяной горе. Историко-природный комплекс «Ледяная гора и Кунгурская ледяная пещера»

- Ледяная гора и Кунгурская ледяная пещера — историко-природный комплекс регионального значения. Объединяет обширную систему подземных карстовых пустот и расположенный над ними участок с провальными воронками и реликтовой растительностью. Заповедник находится на окраине Кунгура, в юго-восточной части платообразной возвышенности, называемой Ледяная гора. Гора вытянута с северо-востока на юго-запад между Сылвой и её притоком Шаквой, возвышаясь до 90 м над уровнем рек и вклиниваясь в городскую территорию[61].

## Ежегодные мероприятия

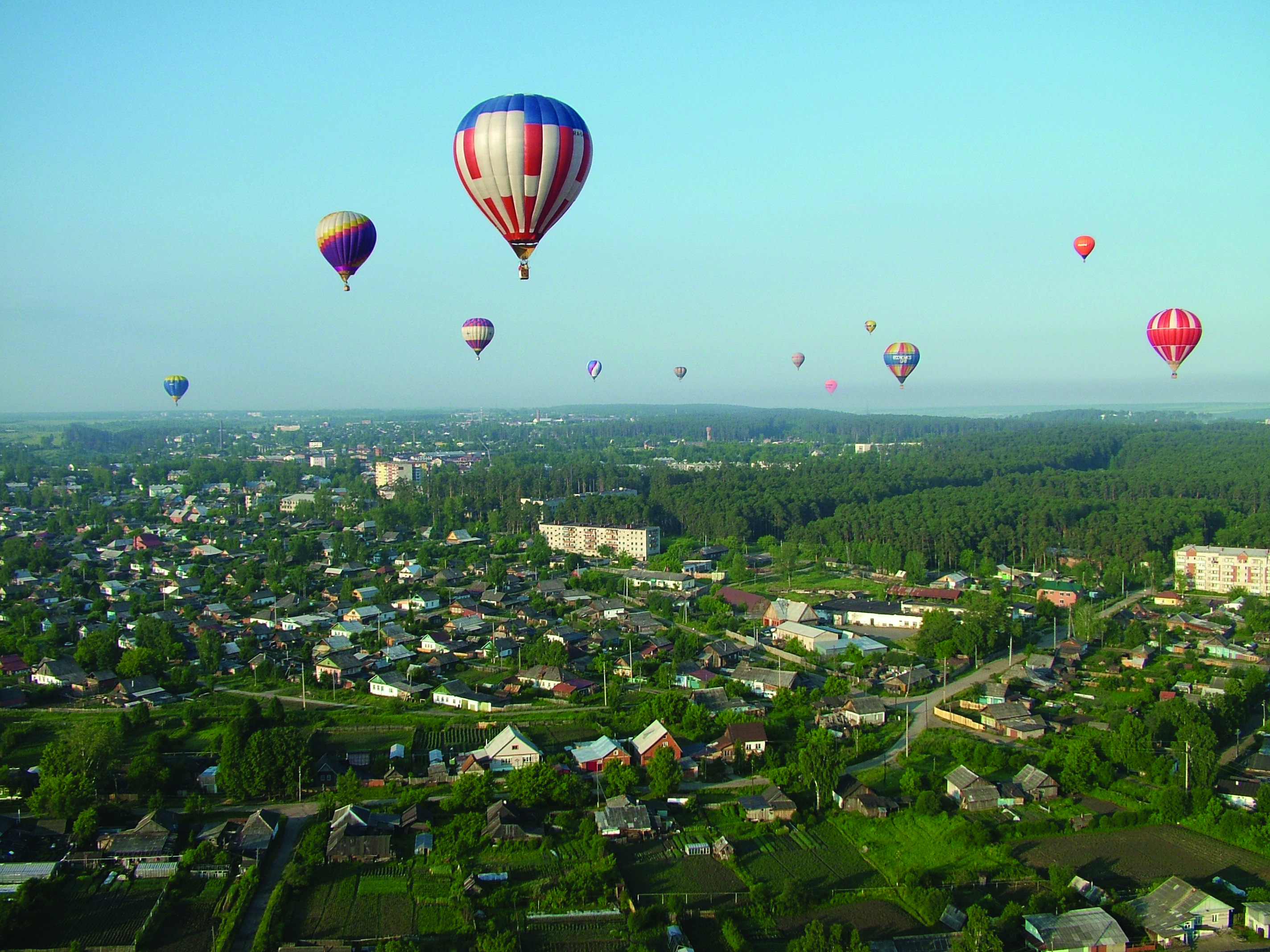
Небесная ярмарка в 2006 году

- Международный фестиваль воздухоплавания «Небесная ярмарка». фестиваль состоит из спортивной части и «Воздушных баталий». В первой части воздухоплаватели борются за личное первенство. Вторая часть — это командные состязания.[62]

## Почётные граждане Кунгура
Звание почётного гражданина города Кунгура начало присваиваться с конца XIX века. В разное время звания удостоились (в скобках указан год присвоения звания):
- Андреевский, Николай Ефимович — губернатор Пермской губернии в 1871—1878 годах;
- Губкин, Алексей Семёнович — купец (чаеторговец), благотворитель (1873);
- Мейер, Яков Андреевич — городовой врач (1882);
- Грибушин, Михаил Иванович — купец, меценат, городской голова Кунгура, общественный деятель (1885);
- Кузнецов, Александр Григорьевич — купец (чаеторговец), меценат (1885);
- Кузнецов, Григорий Кириллович — купец, городской голова Кунгура, общественный деятель, благотворитель (1885);
- Скурский, Фёдор Фёдорович — деятель образования, инициатор прохождения железной дороги Пермь—Екатеринбург через Кунгур (1907);
- Лукин, Вячеслав Семёнович — учёный-карстовед, автор книг, брошюр и статей о Кунгурской пещере и природе Кунгурского края (1994);
- Бартов, Борис Степанович — священнослужитель, настоятель Всесвятского и Преображенского храмов Кунгура (1996);
- Яцкевич, Пётр Николаевич — заслуженный работник нефтяной и газовой промышленности (1999);
- Степанов, Геннадий Леонидович — председатель Кунгурского городского исполнительного комитета (2004, посмертно);
- Попов, Николай Иванович — руководитель Кунгурского машиностроительного завода (2012);
- Высоцкая, Татьяна Михайловна — благотворительная деятельность (2020)[64].
- Чарнцев, Роман Станиславович — миротворечская, патриотическая и благотворительная деятельность (2024)[65].

## Галерея

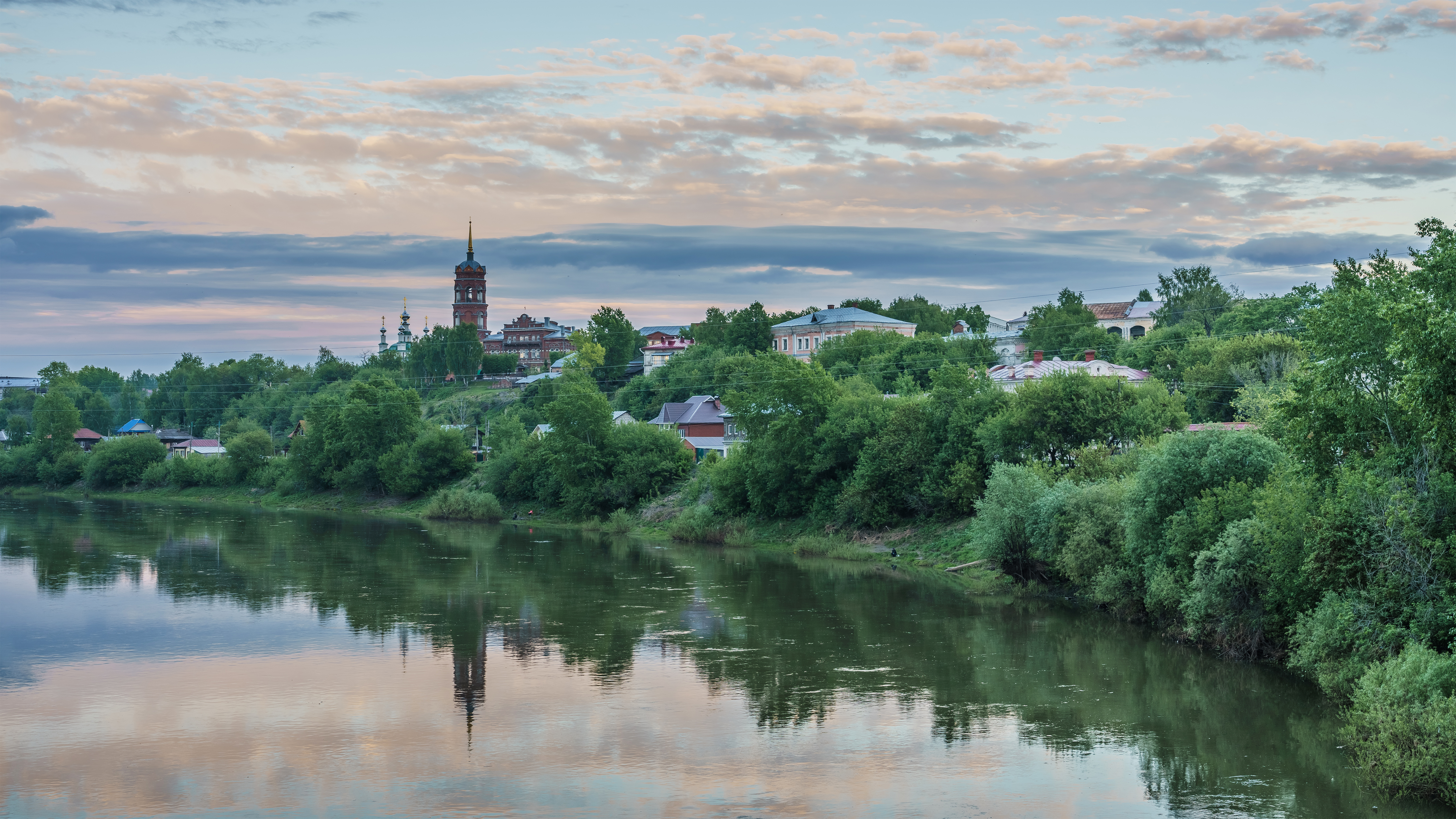
Возвышенная часть Кунгура, где находился его острог. Виден Тихвинский храм
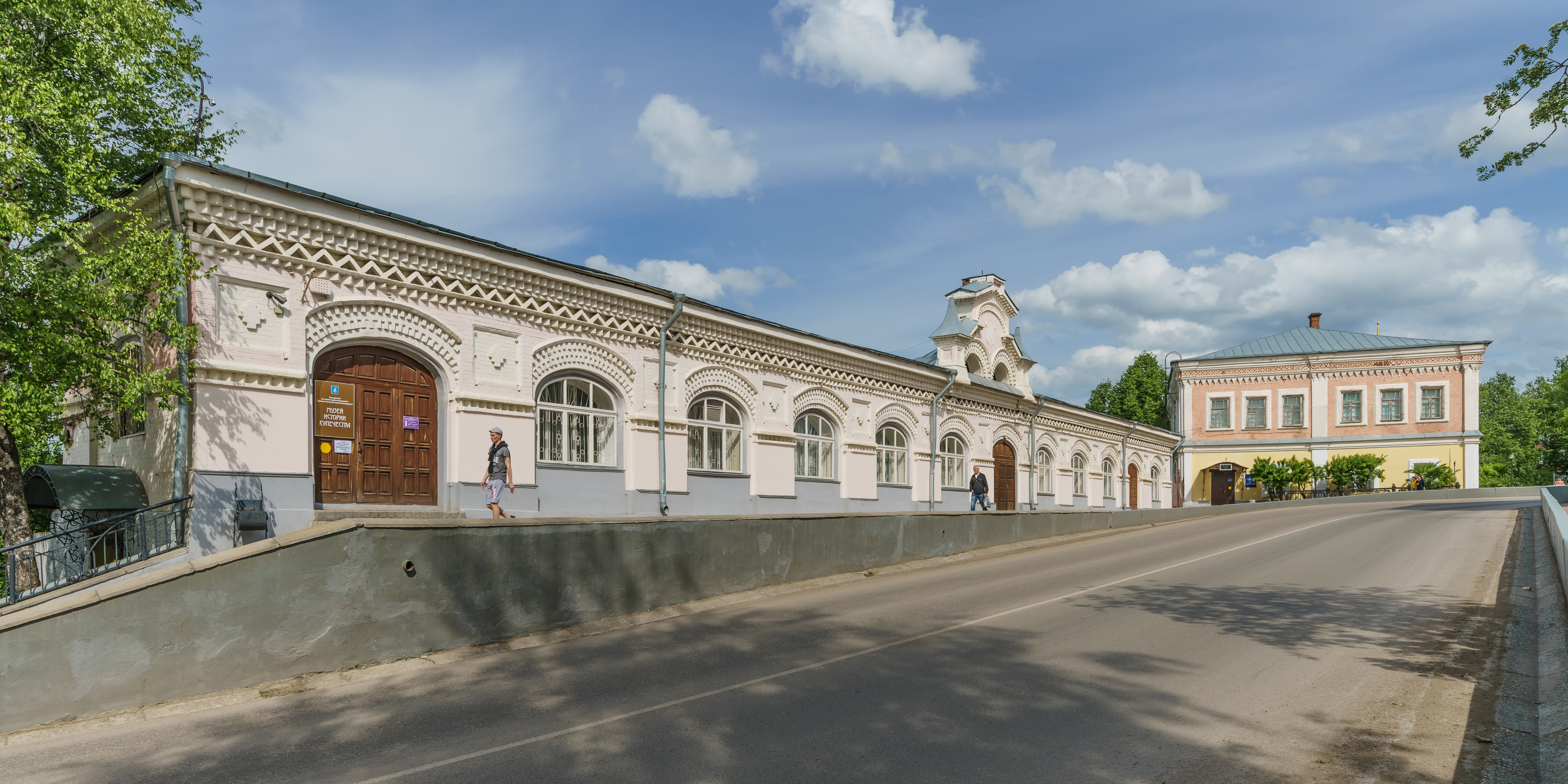
Магистрат (теперь: Краеведческий музей) — справа, Малый Гостиный двор (купца Грибушина) — слева
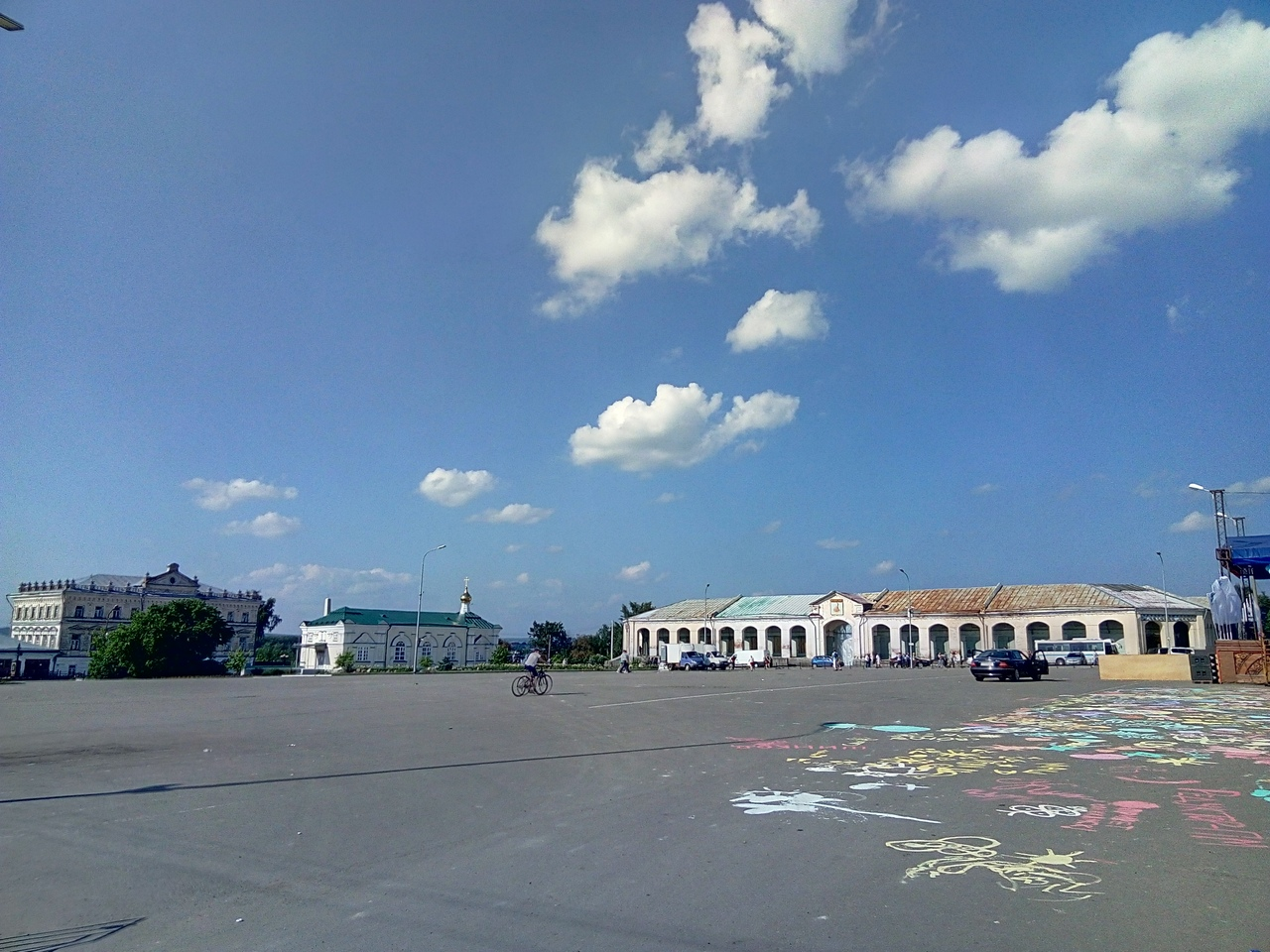
Центральная (Соборная) площадь
Памятник А. С. Губкину
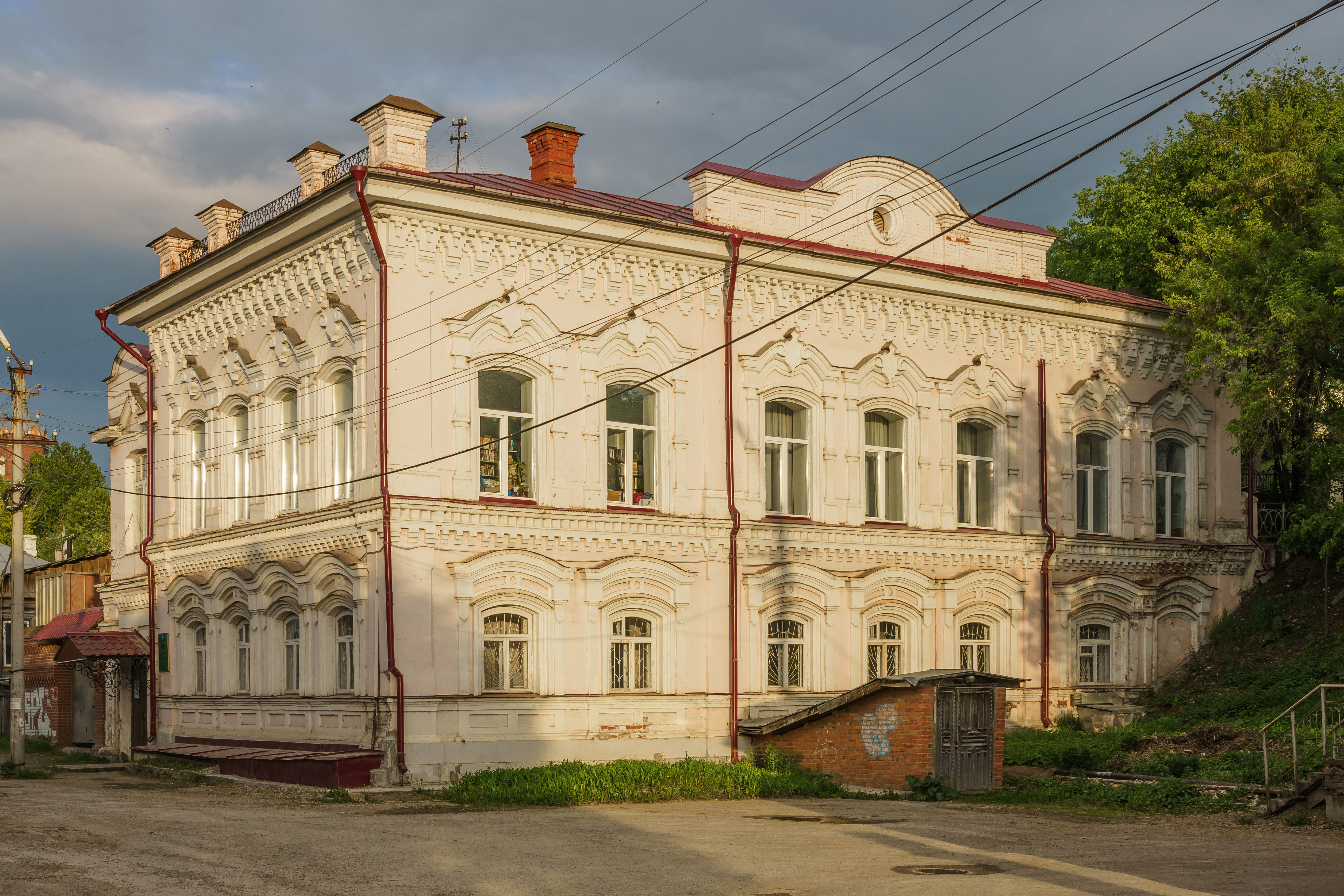
Городская библиотека им. К. Т. Хлебникова
Стела на въезде в Кунгур с запада
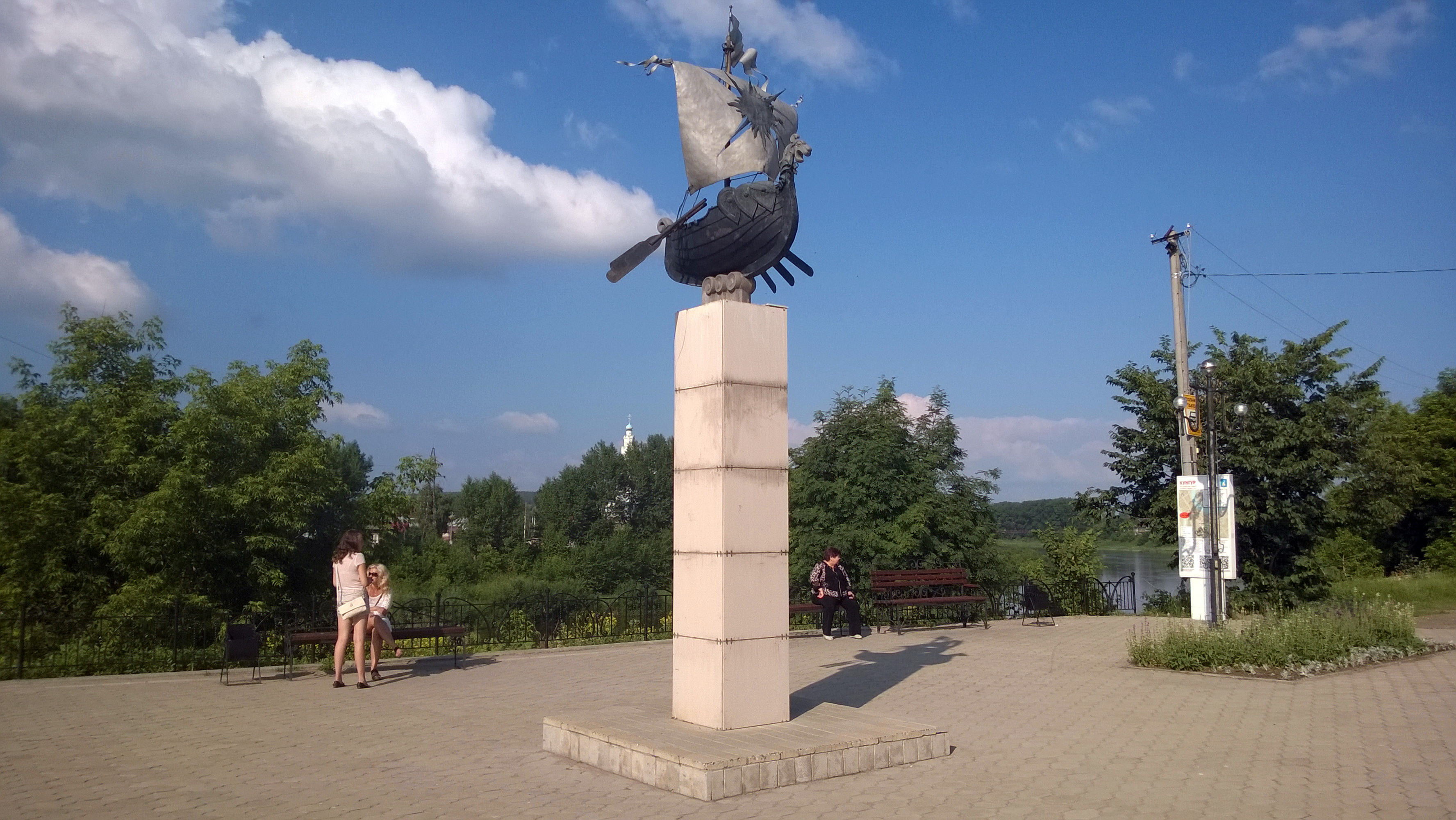
Стела в виде ладьи Ермака

## В искусстве
- В фильме 1972 года «Приваловские миллионы». Показан гостиный двор.
- В фильме 1984 года «Один и без оружия». Показан гостиный двор и его окрестности.
- В фильме 1986 года «Покушение на ГОЭЛРО»
- В фильме 1989 года «Перед рассветом»
- В фильме 1987 года «Мой боевой расчёт». Показано здание ж/д вокзала.
- В фильме 2012 года «Золото».
- В короткометражном фильме «Тайна Кунгурской пещеры»[66]
- В сериале 2017 года «Отчий берег». Показана церковь Иоанна Предтечи, и др.

## Средства массовой информации

### Газеты
Крупнейшим изданием Кунгура является общественно-политическая газета «Искра» Газета издаётся с 1921 года. В 2021 году «Искра» отметила 100-летний юбилей. В электронном виде представлена на ресурсе «iskra-kungur.ru» https://iskra-kungur.ru/

### Телевидение
Телевидение представлено каналом: «КунгурТВ»
С 26 декабря 2013 года на 31 ДМВ-канале ведётся цифровое эфирное телевещание первого мультиплекса РТРС-1.
С ноября 2014 года на 51 ДМВ-канале ведётся цифровое эфирное телевещание второго мультиплекса РТРС-2.
Цифровое эфирное телевещание в Кунгуре ведётся филиалом РТРС «Пермский КРТПЦ» в стандарте DVB-T2.

### Радиовещание
- 89,1 МГц — Радио «Ермак»
- 90,4 МГц — NRJ
- 91,0 МГц — Радио Дача
- 91,5 МГц — «Соль FM»
- 97,2 МГц — Радио «Пермяк»
- 99,1 МГц — Ретро FM
- 100,3 МГц — Первое Кунгурское Радио[70]
- 100,9 МГц — Радио России / Радио Пермского края
- 101,3 МГц — Comedy Radio
- 101,7 МГц — Европа Плюс
- 102,3 МГц — Love Radio
- 103,4 МГц — Новое радио
- 103,8 МГц — Радио «Хит Кунгур»
- 104,5 МГц — Радио Шансон
- 106,4 МГц — «Маруся FM»
- 107,6 МГц — Авторадио